# Cinestill 800T

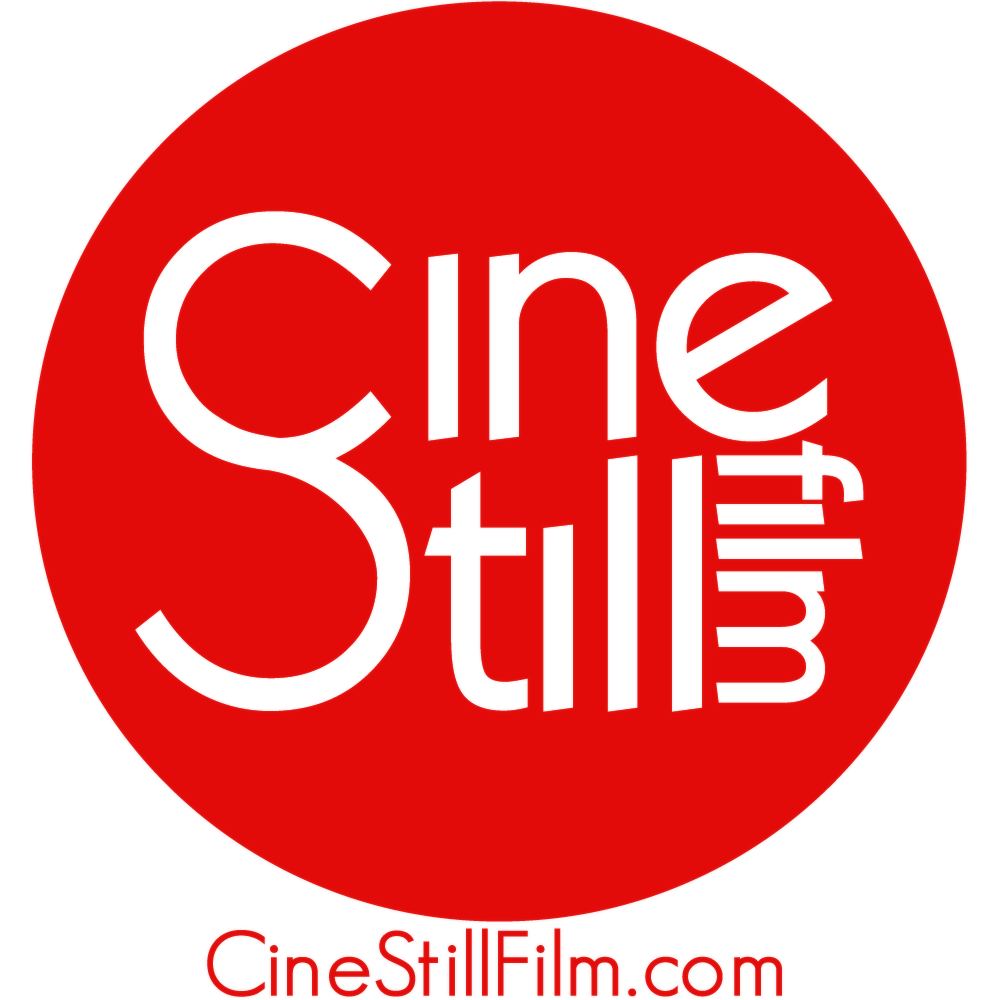
Logo de la compañía CineStill

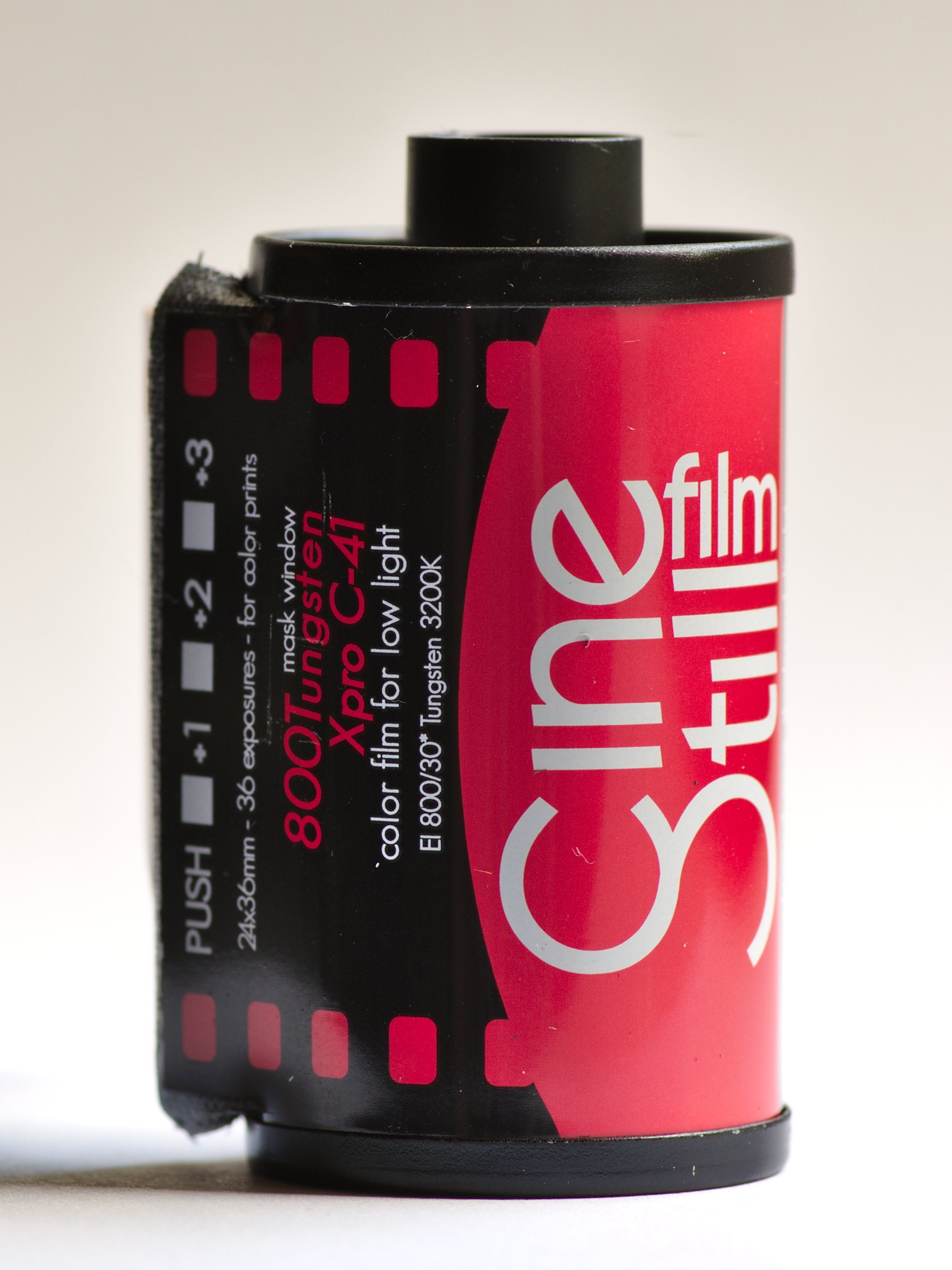
Carrete CineStill 800T 35mm C-41

El CineStill 800T es una película fotográfica diseñada por la empresa CineStill especialmente para situaciones de baja luz con iluminaciones tungsteno. Dispone de un ISO nativo de 800, que puede llegar a ser forzado hasta 3200 mediante procesos químicos. La innovación que aporta el CineStill 800T es que se revela mediante el proceso común en la mayoría de films, el C-41.

## Tungsteno
La luz de tungsteno se refiere a menudo a luces que utilizan bombillas de halógeno tungsteno que producen una luz con una temperatura de color alrededor de 3200K. El término se ha convertido en una especie de captación para fuentes de luz cálida. El color de la luz de tungsteno se refiere a la luz en el rango de 2700-3200K.

### Qué es una luz tungsteno?
Una bombilla de halógeno tungsteno, también llamado tungsteno o cuarzo, es una luz de cuarzo que contiene un filamento de tungsteno y gas halógeno. La temperatura de la luz de tungsteno se registra a 3200K, pero el término se utiliza a menudo para referirse a fuentes de luz cálida que van desde 2700-3200K. Las bombillas de tungsteno se queman durante centenares de horas sin disminuir o perder su temperatura de 3200K de color, convirtiéndolas en una excelente fuente de luz si se pueden manejar los requisitos de calor y potencia.

### Características de la luz tungsteno[2]
1. La luz emitida a partir de estas bombillas cubre la totalidad del espectro de luz visible y más allá, haciéndolos luces increíbles para la representación de colores ricos y precisos.
2. Las bombillas de tungsteno requieren mucha energía y quemaduras calientes. Por estas razones, normalmente se encuentran en una fijación de carga pesada, a menudo con una lente de fresnel para maximizar y dirigir la salida de luz.
3. Las bombillas de tungsteno se dañan fácilmente, así que es mejor manejarlas con guantes cuándo están calientes y guantes o papel cuando se enfrían.

### Luz Tungsteno VS Luz Solar
El tungsteno y la luz de luz solar marcan cada extremo del espectro de temperatura del color. Está claro que hay luces más cálidas que el color de la luz de Tungsteno y luces más frías que el color de la luz del día, pero el rango entre estas dos demarcaciones es lo más común en el cine y en el mundo real.
Como se ha dicho antes, el tungsteno se registra a 3200K y tiene un rico color dorado y amarillo. La luz del día se registra a 5600 K y aparece azul. A pesar de que la luz del día entra a una temperatura más alta en lo escala Kelvin, nos referimos a este color claro cuanto más frío y tungsteno cuanto más cálido.